# Monismo
Monismo (dal greco μόνος «solo», «unico») è una dottrina che riporta la pluralità degli esseri a un'unica sostanza o a un unico principio.
Il termine sembra risalire al filosofo tedesco Christian Wolff, che così lo descriveva: 
«si chiamano monisti (monistae) i filosofi che ammettono un solo genere di sostanza».
Il monismo è una concezione dell'essere che si oppone al pluralismo – o più spesso al dualismo – e che può essere adottata sia dai sistemi idealistici che da quelli materialistici in quanto afferma che tutta la realtà, nonostante l'apparente molteplicità, diversità e mutabilità dei fenomeni, può essere ricondotta a un unico principio unitario. Difatti anche il materialismo e il neoidealismo spiritualista sono considerabili filosofie moniste.
In genere però per il monismo, qualsiasi distinzione tra materia e spirito, tra mondo e Dio, come nell'idealismo platonico o nell'hegelismo, è falsa e quindi, secondo una visione monistica, la molteplicità fenomenica e il dualismo percepiti dagli esseri umani sono solo il frutto di una illusoria parvenza sensibile. Allo stesso modo vengono respinti i sistemi del manicheismo e dello gnosticismo, a causa della polarizzazione bene/male.
Accompagna sempre il monismo il determinismo, per il fatto ineluttabile che le parti dipendono necessariamente dal tutto a cui sono legate ontologicamente come suoi aspetti non sostanziali. Solo l'unità, che è nel contempo totalità, ha infatti sostanza reale. Nella filosofia della mente, il monismo può essere abbinato all'emergentismo, una corrente filosofica che sostiene che la mente sia un comportamento emergente del cervello, e che quindi entrambi siano riconducibili a un'unica sostanza.
Sul piano della conoscenza, il monismo non distingue le scienze della natura da quelle spiritualiste. L'edificio scientifico è concepito nella sua unitarietà con interazioni fra la filosofia e la scienza.
Talune prospettive (religiose o filosofiche) pseudo-moniste sono definite non-dualismo poiché si oppongono al dualismo tra materia e spirito ma non concepiscono nemmeno un mondo di solo spirito o di sola materia, o un mondo dove sono intrecciate: esse vedono invece nella natura della realtà l'inesistenza di una fondamentale distinzione ontologica tra mente/spirito e materia: il mondo è un unico substrato e una costruzione illusoria, essendo costituita essenzialmente dalla "mente divina", percepita in molteplicità fenomenica solo dell'inganno dei sensi.
L'induismo (in particolare la scuola Advaita Vedanta), il buddhismo (specialmente lo zen), il taoismo, il panteismo, il panenteismo, la cabala ebraica (specialmente la cabala lurianica) e altri similari sistemi religiosi o filosofici (ad esempio il pensiero di Schopenhauer, quello di Eraclito, di Heidegger, di Parmenide, di Anassimandro, di Emanuele Severino o di Giordano Bruno) condividono elementi mistici e spirituali che da un punto di vista occidentale possono sembrare monistici, ma sono in realtà non-dualistici. Alcune teorie post-moderne e visioni new Age del mondo si rifanno a questi concetti in maniera sincretistica.

## Storia del concetto

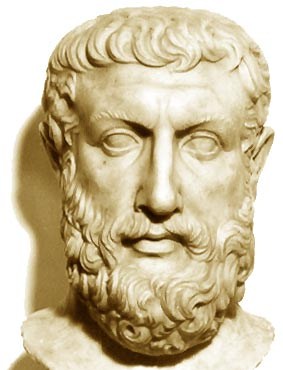
Parmenide

Diversamente dal dualismo e dal pluralismo, per i quali nella realtà sensibile agirebbero nascostamente due o più sostanze, già la scuola di Mileto sosteneva il monismo con Talete, che riconduceva la molteplicità naturale all'unica sostanza: l’acqua. «Werner Heisenberg richiamava che Aristotele attribuisce a Talete l’affermazione che l’acqua è la causa materiale di tutte le cose: è la prima espressione dell’idea di una sostanza fondamentale di cui il resto è semplice forma transitoria; questa sostanza fondamentale è vitale e non puramente materiale.»
L'approssimazione filosofica che vede il monismo in una realtà naturale viene superata con Parmenide di Elea (VI-V secolo a.C.), il quale, affiancando l'ontologia alla logica, per primo ragiona sull'unicità del concetto di essere, che esprime mediante una lapidaria formula, la più antica testimonianza in materia:
(Parmenide, "Sulla Natura", fr. 2, vv 3;5 - raccolta DIELS KRANZ // fonti: Simplicio, Phys. 116, 25. Proclo, Comm. al Tim.)
La realtà, l'essere, non può essere che unico e non possono esserci due esseri, perché se uno è l'essere, e l'altro non è il primo, allora è non-essere. Se infatti A è l'essere, e B non è A, allora B è non-essere, ossia non è. Questo ragionamento impediva di parlare di enti e portava alla negazione del divenire, che gli antichi non riuscivano a spiegare senza ricorrere alla molteplicità degli esseri.
Guido Calogero nelle sue opere sull'eleatismo ritiene che nella dottrina di Parmenide, il quale per primo pone la contrapposizione «ἔστιν»/«οὐκ ἔστιν», sembra sopravvivere la concezione della realtà del pensiero greco arcaico, per la quale solo l'essere esiste e il non-essere, cioè il nulla, non è pensabile e quindi non è esprimibile a parole, dunque non esiste.
Inoltre il problema più rilevante per i filosofi del V secolo a.C. non era tanto la evidente molteplicità degli enti che abbiamo sotto gli occhi, quanto il senso greco del divenire per cui tutto muta, che si scontra con una propensione alla razionalità, altra dimensione fondamentale della grecità antica, che è portata a negarlo e a cercare l'unitarietà e la stabilità. Parmenide vive drammaticamente il conflitto: vede che il mondo è molteplice, ma la ragione e il compito del filosofo gli impediscono di crederci: egli non si fida dei sensi ma solo della ragione, e afferma perciò che il divenire, il mondo e la vita sono tutte illusorie apparenze. C'è un solo essere, statico, uno, eterno, indivisibile, ossia uguale a sé stesso nello spazio e nel tempo, perché diversamente, differenziandosi, sarebbe il non-essere, il nulla.

### L'alternanza di dualismo e monismo
Nella filosofia greca e in quella cristiana la concezione dualistica fu prevalente: da Platone a Cartesio si preferì una netta distinzione tra materia e spirito, tra cielo e terra, con l'eccezione del naturalismo rinascimentale, quando emerge la visione mistica e filosofica di Giordano Bruno per cui l’Universo, infinito e animato, discende da un principio unico, eterno e immutabile. Così, rifacendosi al neoplatonismo Bruno esalta l’unità del principio che tutto eternamente anima, nella molteplicità e mutevolezza delle cose singole; e viene delineando quella filosofia monistica, grazie alla quale 
Nell'ambito di un rigoroso monismo vanno annoverati il monismo panteistico di Spinoza (chiamato più propriamente monismo "usiologico" poiché afferma l'esistenza di un'unica Sostanza infinita), che dalla unicità della sostanza deduce l'identità di Dio e Natura (Deus sive Natura), e le filosofie idealistiche derivate dal pensiero hegeliano. Ancora più accentuato, nel positivismo tedesco del XIX secolo, il monismo materialistico di autori come Ernst Haeckel e Georg Büchner. Benedetto Croce sostiene la realtà di «un unico Spirito eternamente individuantesi» e per Giovanni Gentile «il pensiero in atto è l'unica realtà».
Averroè elaborò un monopsichismo che delegava ad un unico e comune intelletto agente, sostanza separata, la produzione e la comunicazione alla menti umane delle forme intellegibili universali.

### Filosofia del diritto
Anche nella filosofia del diritto si teorizzò un monismo per cui qualsivoglia norma deve rientrare in un complesso giuridico unico. Secondo Hans Kelsen e Georges Scelle, ad esempio, il diritto interno e quello internazionale devono formare un tutt'uno in cui gerarchicamente prevale la norma internazionale: concezione, quest'ultima, contrastata da una visione dualistica che sostiene che i due aspetti del diritto, quello interno e quello internazionale, debbano rimanere distinti e indipendenti tra loro.